# جسر على نهر كواي (فلم)
جسر على نهر كواي (بالإنجليزية: The Bridge on the River Kwai) فيلم سينمائي بريطاني من إخراج دافيد لين وإنتاج سام سبيغل عام 1957 استنادا إلى رواية كتبها بيير بول تحمل نفس العنوان. وكتب السيناريو والحوار كارل فورمان ومايكل ويلسون. وقام بالأدوار الرئيسية أليك غينيس وسيزو هاياكاوا ووليم هولدن وجاك هوكنز وجيفري هورن.
تدور أحداث الفيلم أثناء الحرب العالمية الثانية في معسكر ياباني للأسرى من الجيش البريطاني في جنوب تايلاند حيث يجبر الأسرى على بناء جسر خشبي على نهر كواي لينقل قطارات الجيش الياباني عبره خلال الحرب. ولكنهم بالرغم من عملية التصميم والبناء المتينة إلا أنهم خططوا لتفجيره كونه يخدم أعداءهم اليابانيين.